# Giải bóng đá U-17 Quốc gia 2015
Giải bóng đá U-17 Quốc gia 2015 có tên gọi chính thức là Giải bóng đá U-17 Quốc gia Báo Bóng đá - Cúp Thái Sơn Nam 2015 là mùa giải thứ 12 do VFF tổ chức. Giải đấu này diễn ra theo hai giai đoạn, các trận đấu tại vòng loại sẽ diễn ra từ ngày 2/6 đến ngày 23/6/2015. Sau khi kết thúc vòng loại, 8 đội lọt vào Vòng chung kết sẽ tranh tài từ 30/6 đến 9/7/2015.

## Điều lệ
24 đội bóng đủ tiêu chuẩn tham dự vòng loại, Ban tổ chức giải chia thành 5 bảng dựa theo khu vực địa lý như sau:
- Bảng A do Hà Nội làm bảng trưởng, gồm 5 đội: Viettel, Hà Nội T&T, Hà Nội, Công an Nhân dân, Quảng Ninh.
- Bảng B do Huế làm bảng trưởng, gồm 5 đội: Nam Định, Hải Phòng, Thừa Thiên Huế, SHB Đà Nẵng, Sông Lam Nghệ An.
- Bảng C do Quảng Ngãi làm bảng trưởng, gồm 5 đội: Khánh Hòa, Quảng Ngãi, Bình Định, Sơn Tây, Quảng Nam.
- Bảng D do Trung tâm Thành Long làm trưởng bảng, gồm 5 đội: Đồng Tâm Long An, Tây Ninh, PVF, Bình Thuận, Becamex Bình Dương.
- Bảng E do Đồng Tháp làm trưởng bảng, gồm 4 đội: An Giang, Đồng Tháp, Đồng Nai, Cần Thơ.[3]

## Vòng loại

### Bảng A
| Lượt đi | Lượt đi   | Lượt đi | Lượt đi | Trận             | Trận | Trận             | Lượt về | Lượt về | Lượt về   | Lượt về |
| ------- | --------- | ------- | ------- | ---------------- | ---- | ---------------- | ------- | ------- | --------- | ------- |
| Lượt    | Ngày      | Giờ     | Tỷ số   | Đội              |      | Đội              | Tỷ số   | Giờ     | Ngày      | Lượt    |
| Vòng 1  | 2/6/2015  | 13h30   | 1-3     | Hà Nội           | -    | Quảng Ninh       | 6-0     | 13h30   | 14/6/2015 | Vòng 6  |
| Vòng 1  | 2/6/2015  | 15h30   | 0-3     | Hà Nội T&T       | -    | Viettel          | 1-3     | 15h30   | 14/6/2015 | Vòng 6  |
| Vòng 2  | 4/6/2015  | 13h30   | 1-2     | Quảng Ninh       | -    | Hà Nội T&T       | 1-2     | 13h30   | 16/6/2015 | Vòng 7  |
| Vòng 2  | 4/6/2015  | 15h30   | 0-3     | Công an Nhân dân | -    | Hà Nội           | 0-4     | 15h30   | 16/6/2015 | Vòng 7  |
| Vòng 3  | 6/6/2015  | 13h30   | 0-2     | Hà Nội           | -    | Viettel          | 0-2     | 13h30   | 18/6/2015 | Vòng 8  |
| Vòng 3  | 6/6/2015  | 15h30   | 1-2     | Quảng Ninh       | -    | Công an Nhân dân | 1-3     | 15h30   | 18/6/2015 | Vòng 8  |
| Vòng 4  | 9/6/2015  | 13h30   | 1-1     | Công an Nhân dân | -    | Hà Nội T&T       | 1-0     | 13h30   | 21/6/2015 | Vòng 9  |
| Vòng 4  | 9/6/2015  | 15h30   | 4-0     | Viettel          | -    | Quảng Ninh       | 7-2     | 15h30   | 21/6/2015 | Vòng 9  |
| Vòng 5  | 11/6/2015 | 13h30   | 0-0     | Viettel          | -    | Công an Nhân dân | 3-0     | 13h30   | 23/6/2015 | Vòng 10 |
| Vòng 5  | 11/6/2015 | 15h30   | 0-2     | Hà Nội T&T       | -    | Hà Nội           | 0-2     | 15h30   | 23/6/2015 | Vòng 10 |

| Thư tự | Đội              | Trận | Thắng | Hòa | Thua | Hiệu số | Điểm |
| 1      | Viettel          | 8    | 7     | 1   | 0    | 24-3    | 22   |
| 2      | Hà Nội           | 8    | 5     | 0   | 3    | 18-7    | 15   |
| 3      | Công an Nhân dân | 8    | 3     | 2   | 3    | 7-13    | 11   |
| 4      | Hà Nội T&T       | 8    | 2     | 1   | 5    | 6-14    | 7    |
| 5      | Quảng Ninh       | 8    | 1     | 0   | 7    | 9-27    | 3    |

### Bảng B
| Lượt đi | Lượt đi   | Lượt đi | Lượt đi | Trận             | Trận | Trận             | Lượt về | Lượt về | Lượt về   | Lượt về |
| ------- | --------- | ------- | ------- | ---------------- | ---- | ---------------- | ------- | ------- | --------- | ------- |
| Lượt    | Ngày      | Giờ     | Tỷ số   | Đội              |      | Đội              | Tỷ số   | Giờ     | Ngày      | Lượt    |
| Vòng 1  | 1/6/2015  | 15h00   | 2-0     | Sông Lam Nghệ An | -    | Nam Định         | 1-1     | 15h00   | 14/6/2015 | Vòng 6  |
| Vòng 1  | 1/6/2015  | 17h00   | 2-0     | Huế              | -    | Hải Phòng        | 1-0     | 17h00   | 14/6/2015 | Vòng 6  |
| Vòng 2  | 3/6/2015  | 15h00   | 1-2     | Nam Định         | -    | Huế              | 1-1     | 15h00   | 16/6/2015 | Vòng 7  |
| Vòng 2  | 3/6/2015  | 17h00   | 0-0     | SHB Đà Nẵng      | -    | Sông Lam Nghệ An | 1-0     | 17h00   | 16/6/2015 | Vòng 7  |
| Vòng 3  | 6/6/2015  | 15h00   | 1-0     | Sông Lam Nghệ An | -    | Hải Phòng        | 2-1     | 15h00   | 18/6/2015 | Vòng 8  |
| Vòng 3  | 6/6/2015  | 17h00   | 1-1     | Nam Định         | -    | SHB Đà Nẵng      | 3-2     | 17h00   | 18/6/2015 | Vòng 8  |
| Vòng 4  | 9/6/2015  | 15h00   | 0-0     | SHB Đà Nẵng      | -    | Huế              | 1-3     | 15h00   | 21/6/2015 | Vòng 9  |
| Vòng 4  | 9/6/2015  | 17h00   | 0-0     | Hải Phòng        | -    | Nam Định         | 0-0     | 17h00   | 21/6/2015 | Vòng 9  |
| Vòng 5  | 11/6/2015 | 15h00   | 0-3     | Hải Phòng        | -    | SHB Đà Nẵng      | 0-1     | 15h00   | 23/6/2015 | Vòng 10 |
| Vòng 5  | 11/6/2015 | 17h00   | 0-2     | Huế              | -    | Sông Lam Nghệ An | 0-1     | 17h00   | 23/6/2015 | Vòng 10 |

| Thứ tự | Đội              | Trận | Thắng | Hòa | Thua | Hiệu số | Điểm |
| 1      | Sông Lam Nghệ An | 8    | 5     | 2   | 1    | 8-2     | 17   |
| 2      | Huế              | 8    | 4     | 2   | 2    | 9-3     | 14   |
| 3      | SHB Đà Nẵng      | 8    | 3     | 3   | 2    | 9-7     | 12   |
| 4      | Nam Định         | 8    | 1     | 5   | 2    | 6-8     | 8    |
| 5      | Hải Phòng        | 8    | 0     | 2   | 6    | 1-10    | 2    |

### Bảng C
| Lượt đi | Lượt đi   | Lượt đi | Lượt đi | Trận       | Trận | Trận       | Lượt về | Lượt về | Lượt về   | Lượt về |
| ------- | --------- | ------- | ------- | ---------- | ---- | ---------- | ------- | ------- | --------- | ------- |
| Lượt    | Ngày      | Giờ     | Tỷ số   | Đội        |      | Đội        | Tỷ số   | Giờ     | Ngày      | Lượt    |
| Vòng 1  | 2/6/2015  | 14h00   | 3-0     | Khánh Hòa  | -    | Bình Định  | 3-0     | 14h00   | 14/6/2015 | Vòng 6  |
| Vòng 1  | 2/6/2015  | 16h00   | 1-2     | Quảng ngãi | -    | Quảng Nam  | 3-1     | 16h00   | 14/6/2015 | Vòng 6  |
| Vòng 2  | 4/6/2015  | 14h00   | 1-3     | Bình Định  | -    | Quảng Ngãi | 0-2     | 14h00   | 16/6/2015 | Vòng 7  |
| Vòng 2  | 4/6/2015  | 16h00   | 0-1     | Sơn Tây    | -    | Khánh Hòa  | 2-0     | 16h00   | 16/6/2015 | Vòng 7  |
| Vòng 3  | 6/6/2015  | 14h00   | 5-1     | Khánh Hòa  | -    | Quảng Nam  | 1-0     | 14h00   | 18/6/2015 | Vòng 8  |
| Vòng 3  | 6/6/2015  | 16h00   | 0-6     | Bình Định  | -    | Sơn Tây    | 1-1     | 16h00   | 18/6/2015 | Vòng 8  |
| Vòng 4  | 9/6/2015  | 14h00   | 1-2     | Sơn Tây    | -    | Quảng Ngãi | 2-5     | 14h00   | 21/6/2015 | Vòng 9  |
| Vòng 4  | 9/6/2015  | 16h00   | 0-1     | Quảng Nam  | -    | Bình Định  | 1-4     | 16h00   | 21/6/2015 | Vòng 9  |
| Vòng 5  | 11/6/2015 | 14h00   | 5-2     | Quảng Nam  | -    | Sơn Tây    | 0-4     | 14h00   | 23/6/2015 | Vòng 10 |
| Vòng 5  | 11/6/2015 | 16h00   | 3-3     | Quảng Ngãi | -    | Khánh Hòa  | 1-1     | 16h00   | 23/6/2015 | Vòng 10 |

| Thứ tự | Đội        | Trận | Thắng | Hòa | Thua | Hiệu số | Điểm |
| 1      | Khánh Hòa  | 8    | 5     | 2   | 1    | 17-7    | 17   |
| 2      | Quảng Ngãi | 8    | 5     | 2   | 1    | 20-11   | 17   |
| 3      | Sơn Tây    | 8    | 3     | 1   | 4    | 18-14   | 10   |
| 4      | Bình Định  | 8    | 2     | 1   | 5    | 7-19    | 7    |
| 5      | Quảng Nam  | 8    | 2     | 0   | 6    | 10-18   | 6    |

### Bảng D
| Lượt đi | Lượt đi   | Lượt đi | Lượt đi | Trận             | Trận | Trận             | Lượt về | Lượt về | Lượt về   | Lượt về |
| ------- | --------- | ------- | ------- | ---------------- | ---- | ---------------- | ------- | ------- | --------- | ------- |
| Lượt    | Ngày      | Giờ     | Tỷ số   | Đội              |      | Đội              | Tỷ số   | Giờ     | Ngày      | Lượt    |
| Vòng 1  | 2/6/2015  | 14h00   | 2-2     | Bình Dương       | -    | Tây Ninh         | 1-1     | 14h00   | 14/6/2015 | Vòng 6  |
| Vòng 1  | 2/6/2015  | 16h00   | 5-0     | PVF              | -    | Đông Tâm Long An | 12-0    | 16h00   | 14/6/2015 | Vòng 6  |
| Vòng 2  | 4/6/2015  | 14h00   | 0-4     | Tây Ninh         | -    | PVF              | 0-8     | 14h00   | 17/6/2015 | Vòng 7  |
| Vòng 2  | 4/6/2015  | 16h00   | 1-3     | Bình Thuận       | -    | Bình Dương       | 1-0     | 16h00   | 17/6/2015 | Vòng 7  |
| Vòng 3  | 6/6/2015  | 14h00   | 3-2     | Bình Dương       | -    | Đông Tâm Long An | 3-2     | 14h00   | 19/6/2015 | Vòng 8  |
| Vòng 3  | 6/6/2015  | 16h00   | 1-0     | Tây Ninh         | -    | Bình Thuận       | 0-0     | 16h00   | 19/6/2015 | Vòng 8  |
| Vòng 4  | 9/6/2015  | 14h00   | 0-9     | Bình Thuận       | -    | PVF              | 0-6     | 14h00   | 21/6/2015 | Vòng 9  |
| Vòng 4  | 9/6/2015  | 16h00   | 8-2     | Đông Tâm Long An | -    | Tây Ninh         | 1-0     | 16h00   | 21/6/2015 | Vòng 9  |
| Vòng 5  | 11/6/2015 | 14h00   | 5-1     | Đông Tâm Long An | -    | Bình Thuận       | 3-4     | 14h00   | 23/6/2015 | Vòng 10 |
| Vòng 5  | 11/6/2015 | 16h00   | 4-0     | PVF              | -    | Bình Dương       | 6-0     | 16h00   | 23/6/2015 | Vòng 10 |

| Thứ tự | Đội              | Trận | Thắng | Hòa | Thua | Hiệu số | Điểm |
| 1      | PVF              | 8    | 8     | 0   | 0    | 54-0    | 24   |
| 2      | Bình Dương       | 8    | 4     | 1   | 3    | 12-17   | 13   |
| 3      | Đồng Tâm Long An | 8    | 3     | 0   | 5    | 21-30   | 9    |
| 4      | Bình Thuận       | 8    | 2     | 1   | 5    | 7-27    | 7    |
| 5      | Tây Ninh         | 8    | 1     | 2   | 5    | 4-24    | 5    |

### Bảng E
| Lượt đi | Lượt đi   | Lượt đi | Lượt đi | Trận      | Trận | Trận      | Lượt về | Lượt về | Lượt về   | Lượt về |
| ------- | --------- | ------- | ------- | --------- | ---- | --------- | ------- | ------- | --------- | ------- |
| Lượt    | Ngày      | Giờ     | Tỷ số   | Đội       |      | Đội       | Tỷ số   | Giờ     | Ngày      | Lượt    |
| Vòng 1  | 10/6/2015 | 16h30   | 2-3     | Đồng Tháp | -    | An Giang  | 1-0     | 16h30   | 18/6/2015 | Vòng 4  |
| Vòng 1  | 10/6/2015 | 18h30   | 1-3     | Cần Thơ   | -    | Đồng Nai  | 3-0     | 18h30   | 18/6/2015 | Vòng 4  |
| Vòng 2  | 12/6/2015 | 15h30   | 0-0     | Đồng Nai  | -    | An Giang  | 0-1     | 15h30   | 20/6/2015 | Vòng 5  |
| Vòng 2  | 12/6/2015 | 18h30   | 1-2     | Cần Thơ   | -    | Đồng Tháp | 1-4     | 18h30   | 20/6/2015 | Vòng 5  |
| Vòng 3  | 15/6/2015 | 16h30   | 4-1     | An Giang  | -    | Cần Thơ   | 5-0     | 14h00   | 23/6/2015 | Vòng 6  |
| Vòng 3  | 15/6/2015 | 18h30   | 3-0     | Đồng Tháp | -    | Đồng Nai  | 6-1     | 18h30   | 23/6/2015 | Vòng 6  |

| Thứ tự | Đội       | Trận | Thắng | Hòa | Thua | Hiệu số | Điểm |
| 1      | Đồng Tháp | 6    | 5     | 0   | 1    | 18-6    | 15   |
| 2      | An Giang  | 6    | 4     | 1   | 1    | 13-4    | 13   |
| 3      | Đồng Nai  | 6    | 1     | 1   | 4    | 4-14    | 4    |
| 4      | Cần thơ   | 6    | 1     | 0   | 5    | 7-18    | 3    |

## Vòng chung kết

### Vòng bảng

#### Nhóm A
| Vòng bảng | Vòng bảng  | Vòng bảng | Trận                  | Trận  | Trận                  |
| --------- | ---------- | --------- | --------------------- | ----- | --------------------- |
| Ngày      | Sân        | Giờ       | Đội                   | Tỷ số | Đội                   |
| 30/6/2015 | Thống Nhất | 15h00     | Thành phố Hồ Chí Minh | 1-3   | Đồng Tháp             |
| 30/6/2015 | Thống Nhất | 17h00     | Quảng Ngãi            | 0-0   | Viettel               |
| 2/7/2015  | Thống Nhất | 15h00     | Đồng Tháp             | 0-1   | Quảng Ngãi            |
| 2/7/2015  | Thống Nhất | 17h00     | Viettel               | 2-0   | Thành phố Hồ Chí Minh |
| 4/7/2015  | Thống Nhất | 15h00     | Thành phố Hồ Chí Minh | 0-1   | Quảng Ngãi            |
| 4/7/2015  | Thống Nhất | 17h00     | Đồng Tháp             | 1-3   | Viettel               |

| Thứ tự | Đội         | Trận | Thắng | Hòa | Thua | Hiệu số | Điểm |
| 1      | Viettel     | 3    | 2     | 1   | 0    | 5-1     | 7    |
| 2      | Quảng Ngãi  | 3    | 2     | 1   | 0    | 2-0     | 7    |
| 3      | Đồng Tháp   | 3    | 1     | 0   | 2    | 4-5     | 3    |
| 4      | Hồ Chí Minh | 3    | 0     | 0   | 3    | 1-6     | 0    |

#### Nhóm B
| Vòng bảng | Vòng bảng  | Vòng bảng | Trận               | Trận  | Trận               |
| --------- | ---------- | --------- | ------------------ | ----- | ------------------ |
| Ngày      | Sân        | Giờ       | Đội                | Tỷ số | Đội                |
| 1/7/2015  | Thống Nhất | 15h00     | Sanatech Khánh Hòa | 0-5   | PVF                |
| 1/7/2015  | Thống Nhất | 17h00     | An Giang           | 0-1   | Sông Lam Nghệ An   |
| 3/7/2015  | Thống Nhất | 15h00     | PVF                | 10-0  | An Giang           |
| 3/7/2015  | Thống Nhất | 17h00     | Sông Lam Nghệ An   | 1-0   | Sanatech Khánh Hòa |
| 5/7/2015  | Thống Nhất | 15h00     | Sanatech Khánh Hòa | 2-2   | An Giang           |
| 5/7/2015  | Thống Nhất | 17h00     | PVF                | 2-0   | Sông Lam Nghệ AN   |

| Thứ tự | Đội                | Trận | Thắng | Hòa | Thua | Hiệu số | Điểm |
| 1      | PVF                | 3    | 3     | 0   | 0    | 17-0    | 9    |
| 2      | Sông Lam Nghệ An   | 3    | 2     | 0   | 1    | 2-2     | 6    |
| 3      | Sanatech Khánh Hòa | 3    | 0     | 1   | 2    | 2-8     | 1    |
| 4      | An Giang           | 3    | 0     | 1   | 2    | 2-18    | 1    |

### Vòng bán kết
|  | v        |  |
|  | -------- |  |
|  | Chi tiết |  |

|  | v        |  |
|  | -------- |  |
|  | Chi tiết |  |

### Trận chung kết
|  | v        |  |
|  | -------- |  |
|  | Chi tiết |  |

|                                                       |       | Luân lưu 11m                                   |  |
| Văn Bửu · Văn Huy · Văn Tuấn · Hoàng Đức · Đặng Khánh | 3 – 4 | Thanh Thịnh · Văn Xuân · Tiến Dụng · Trọng Hóa |  |

## Tổng kết mùa giải
- Đội Vô địch: U-17 PVF (Phần thưởng: Cúp, HCV,, bảng danh vị và giải thưởng 100.000.000 đ)
- Đội thứ nhì: U-17 Viettel (Huy chương bạc, bảng danh vị và giải thưởng: 60.000.000 đ)
- Đồng hạng ba: U-17 Sông Lam Nghệ An và U-17 Quảng Ngãi (Huy chương đồng, bảng danh vị và giải thưởng: 40.000.000 đ/đội)
- Giải phong cách: Đội U-17 Sông Lam Nghệ An (bảng danh vị và giải thưởng 15.000.000 đ)
- Cầu thủ xuất sắc nhất: Bùi Tiến Dụng với giải thưởng 5.000.000đ
- Cầu thủ ghi nhiều bàn thắng nhất: Phạm Trọng Hóa và Đỗ Thanh Thịnh với giải thưởng 5.000.0000đ/ cầu thủ (5 bàn)
- Thủ môn xuất sắc nhất: Phan Văn Biểu (U-17 PVF) với giải thưởng 5.000.000đ.[4]